# سرتشاه وراعون (عقدا)
سرتشاه وراعون (بالفارسية: سرچاه وراعون) هي قرية تقع في إيران في قسم عقدا الريفي. يقدر عدد سكانها بـ 11 نسمة بحسب إحصاء 2016.